# Acadian
Acadian —  автомобільний бренд, який існував з 1962 по 1971 рік. Заснований канадською гілкою General Motors для місцевого ринку. Acadian був створений для того, щоб канадські дилери Pontiac—Buick мали компактну модель на продаж, оскільки Pontiac Tempest був недоступний у Канаді. Спочатку планувалося, що Acadian базуватиметься на Chevrolet Corvair, який вироблявся на заводі GM в Ошаві. Однак концепт був перенесений на платформу Chevy II, яка була представлена в 1962 році. Бренд також пропонувався в Чилі з моделями, виготовленими в Аріці .

## Історія

### Бренд Acadian (1962–1971)
Щоб сприяти виробництву автомобілів у Канаді, APTA (також відомий як «Автоматичний пакт») у 1960-х роках містив положення, що забороняли продаж деяких автомобілів, вироблених у США. Дженерал Моторс у відповідь пропонувала певні марки автомобілів, вироблених у Канаді в основному для канадського ринку, наприклад Acadian і Beaumont, який спочатку був пропозицією в лінійці Acadian, але пізніше став власним брендом у 1966 році.  Спочатку Acadian були оновленими Chevy II, які пропонувалися як базова модель, Invader середньої ціни та топовий Beaumont. Автомобіль використовував елементи стилю Pontiac, такі як розділена решітка радіатора, але продавався як окрема марка, а не як Pontiac.  Як і аналогічний Chevy II, Acadian пропонувалися з чотирициліндровими, шестициліндровими та V8 двигунами. Вибір коробки передач залежав від моделі та встановленого двигуна, три- та чотириступінчаста механічна коробка передач або двошвидкісна автоматична Powerglide. У перші роки топовий Beaumont пропонував більше опцій, ніж еквівалент Chevy II Nova. У 1963 році була представлена нова серія Acadian середнього класу під назвою Canso, яка була в середній ціні між Beaumont і Invader. Він був доступний як дво- або чотиридверний седан.
У 1964 і 1965 роках ім'я Beaumont було перенесено на оновлену версію проміжного Chevrolet Chevelle, тоді як Canso було переміщено в елітну компактну модель, еквівалентну Nova. Серійною назвою базової моделі став «Invader».
З 1966 року Beaumont став окремим брендом. У 1966-67 Beaumont продовжував використовувати кузов Chevrolet Chevelle з незначними змінами стилю, включаючи інші задні ліхтарі та розділену решітку в стилі Pontiac. В інтер'єрі використана панель приладів з американської серії Pontiac Tempest/LeMans/GTO. Трансмісії були такими ж, як у сучасного Chevelle, за винятком 396 з номінальною потужністю 375 к.с., як і модельні пропозиції. Єдиним винятком із доступності Chevelle/Beaumont була базова модель кабріолета Beaumont. Такої моделі в лінійці Chevelle в США ніколи не було, хоча в Канаді вона була. Усі Acadian та Beaumont використовували двигуни та трансмісії Chevrolet. Виробництво Beaumont було припинено після 1969 року, після чого канадські дилери почали продавати Pontiac LeMans . Acadian продовжував використовувати кузов Chevy II/Nova до середини 1971 року, після чого його замінив Pontiac Ventura II. Після цього GM не продавали свої автомобілі в Канаді під іншим брендом до запуску бренду Passport (1987—1991) під яким GM реалізовували в Канаді Opel Kadett E, а також деякі моделі Isuzu.

### Галерея

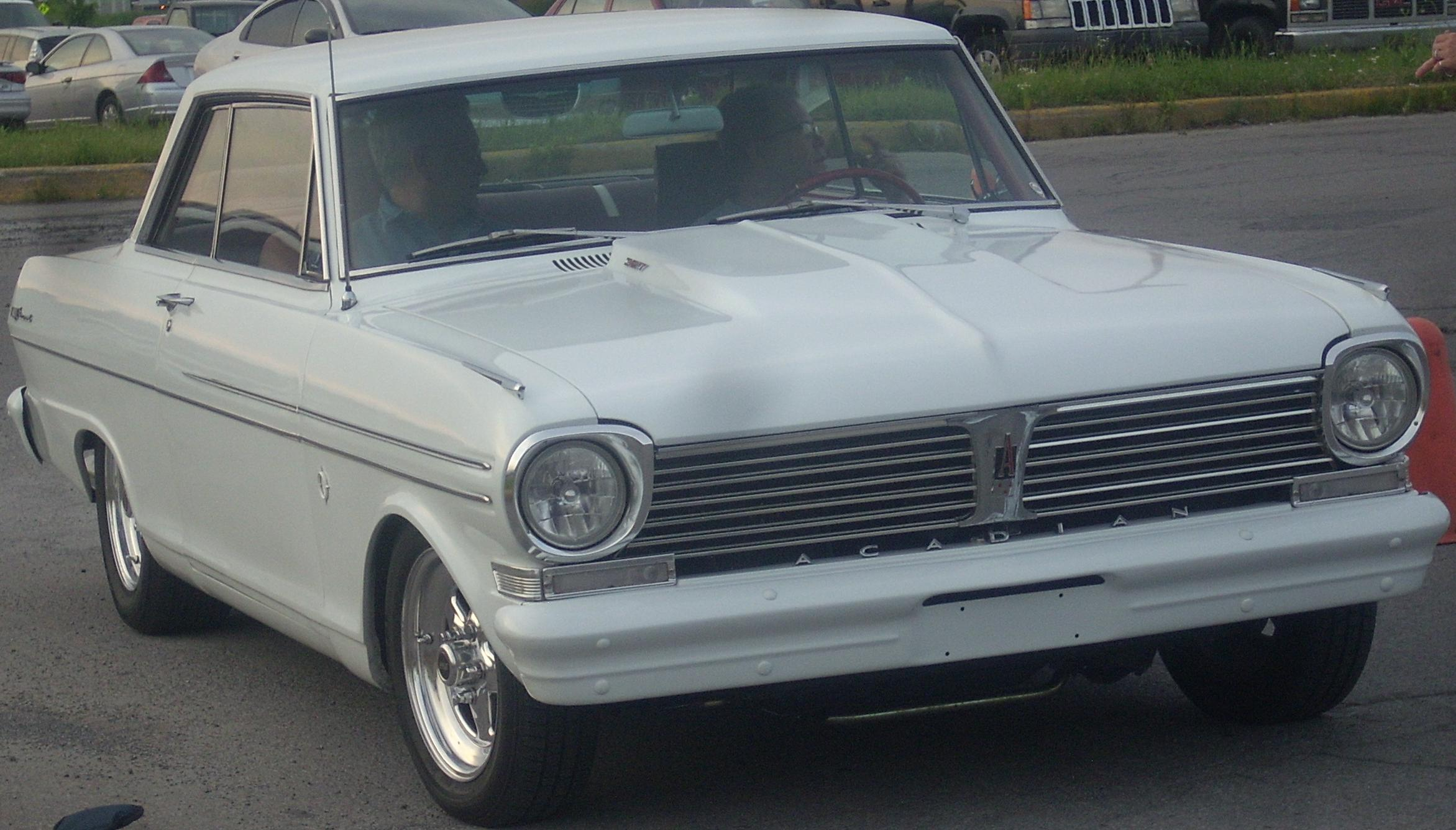
1962 Acadian Beaumont Sport Coupe
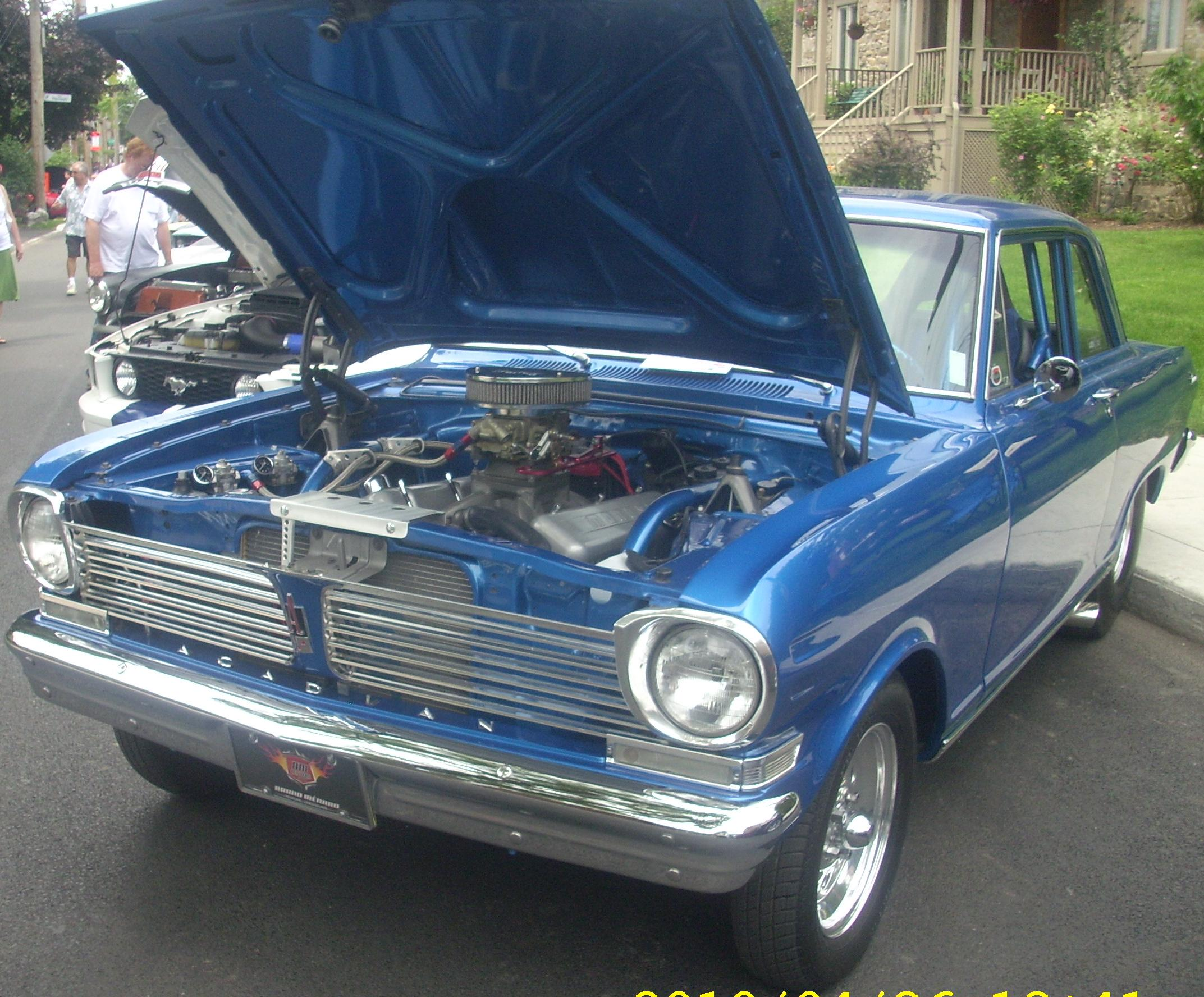
Acadian дводверний седан 1962 року
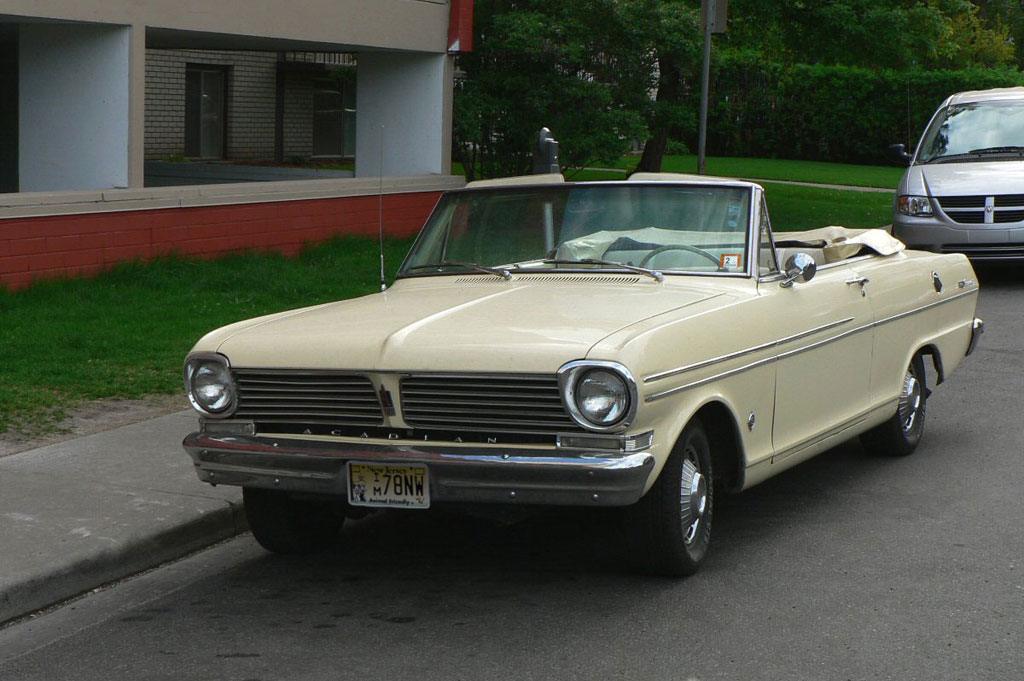
Кабріолет Acadian Beaumont 1962 року
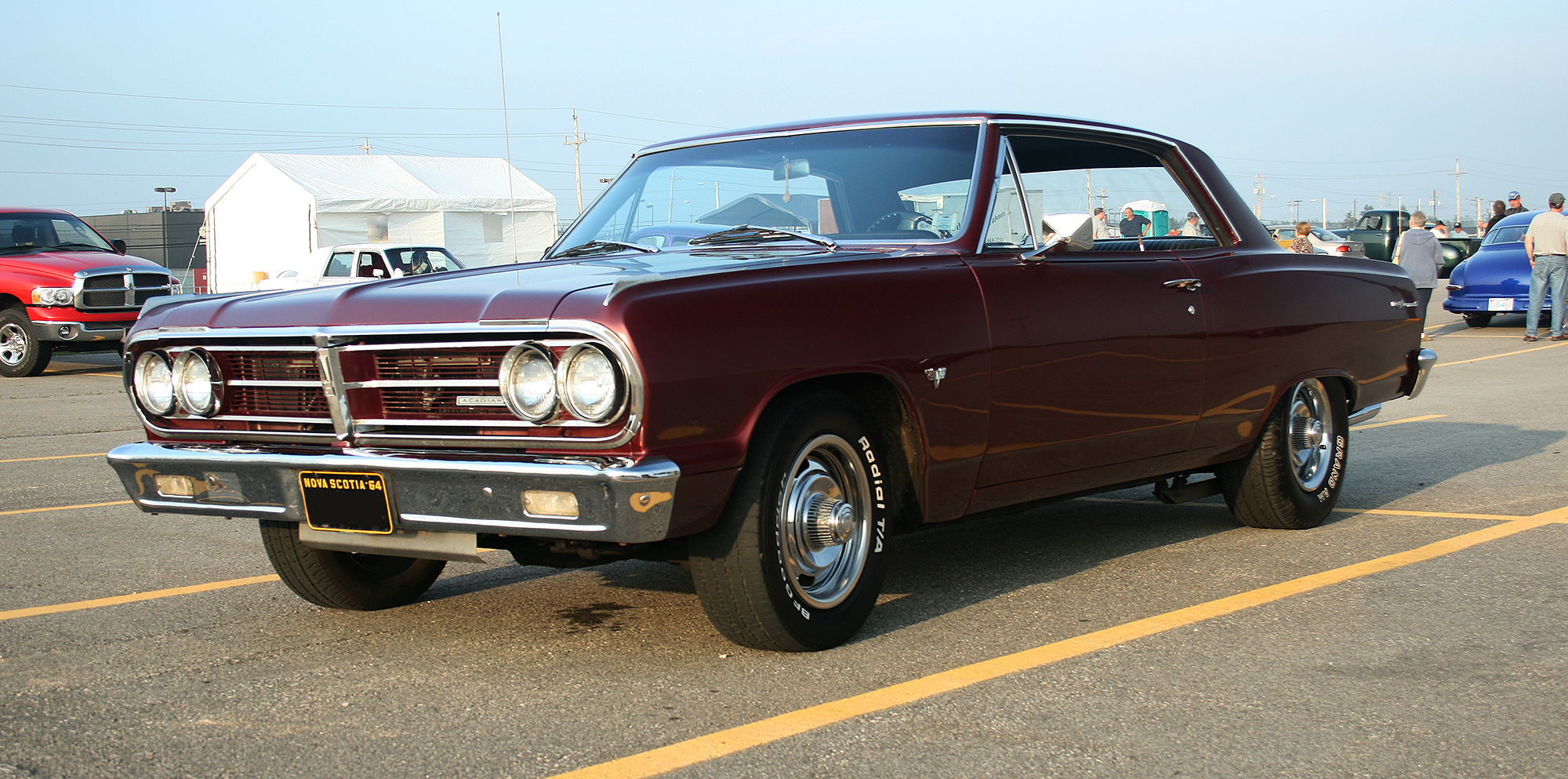
1964 Acadian Beaumont Sport Coupe
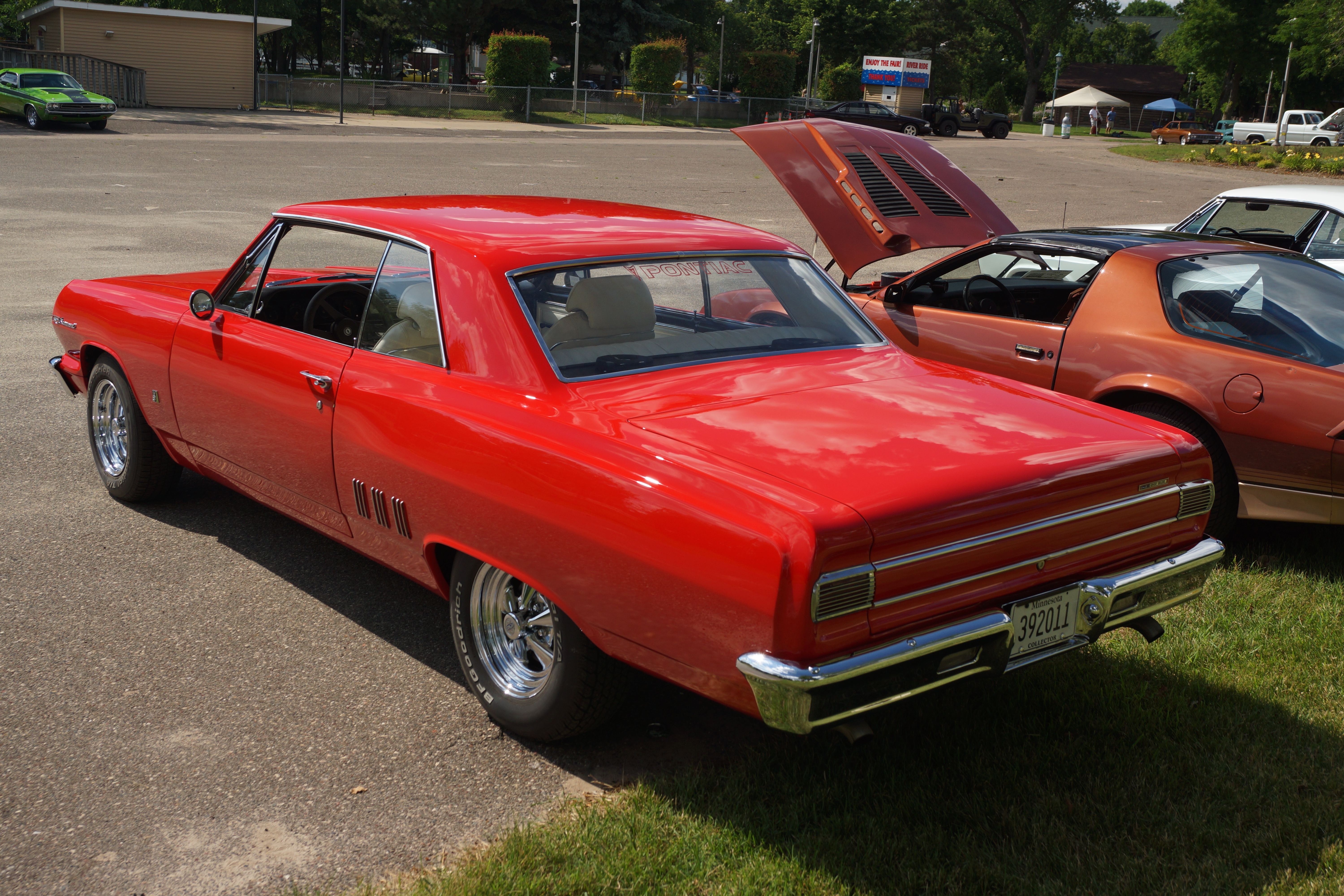
Вид ззаду Acadian Beaumont Sport Deluxe 1965 року
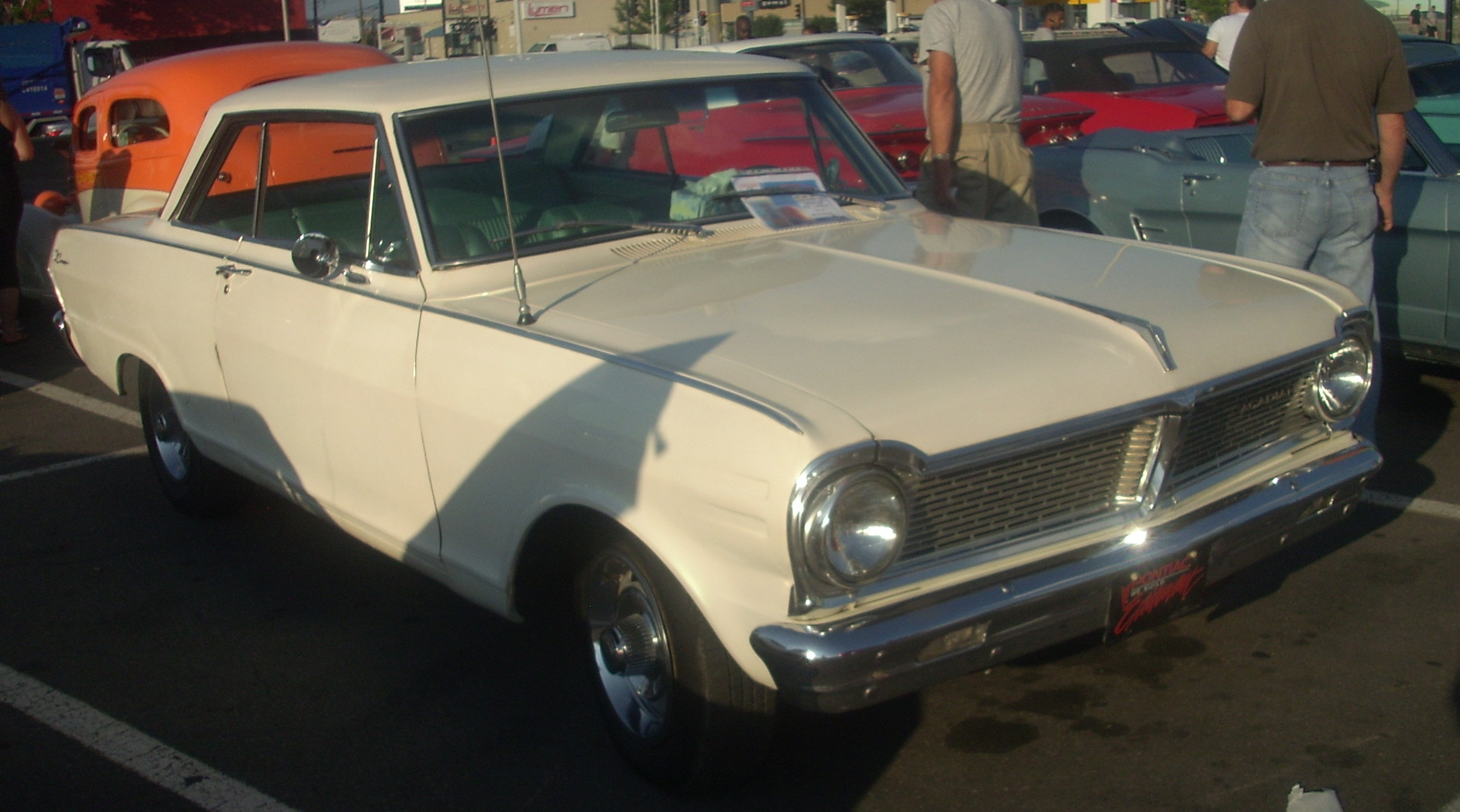
1965 Acadian Canso Sport Coupe
1966 Acadian Canso Sport Deluxe 1966 Acadian Canso Sport Deluxe
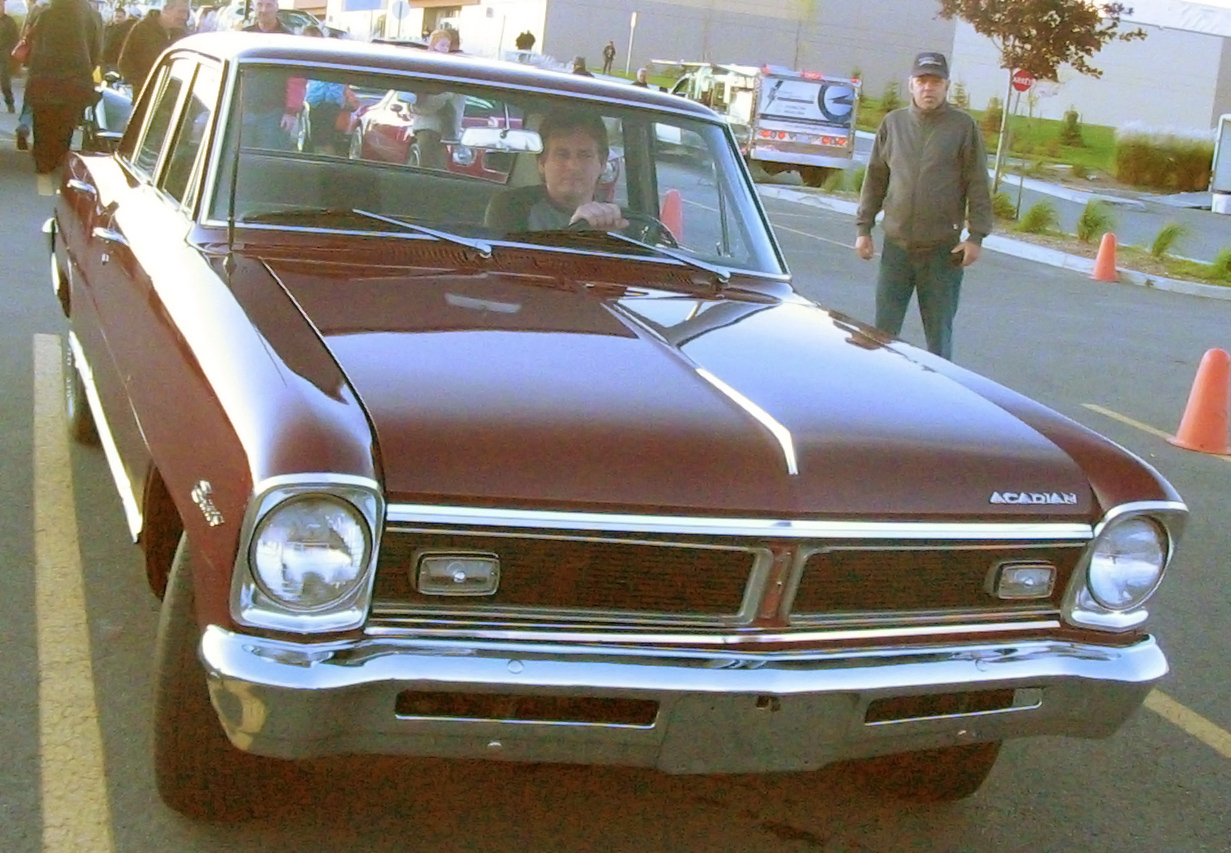
1967 Acadian Canso

## Pontiac Acadian (1976–1987)

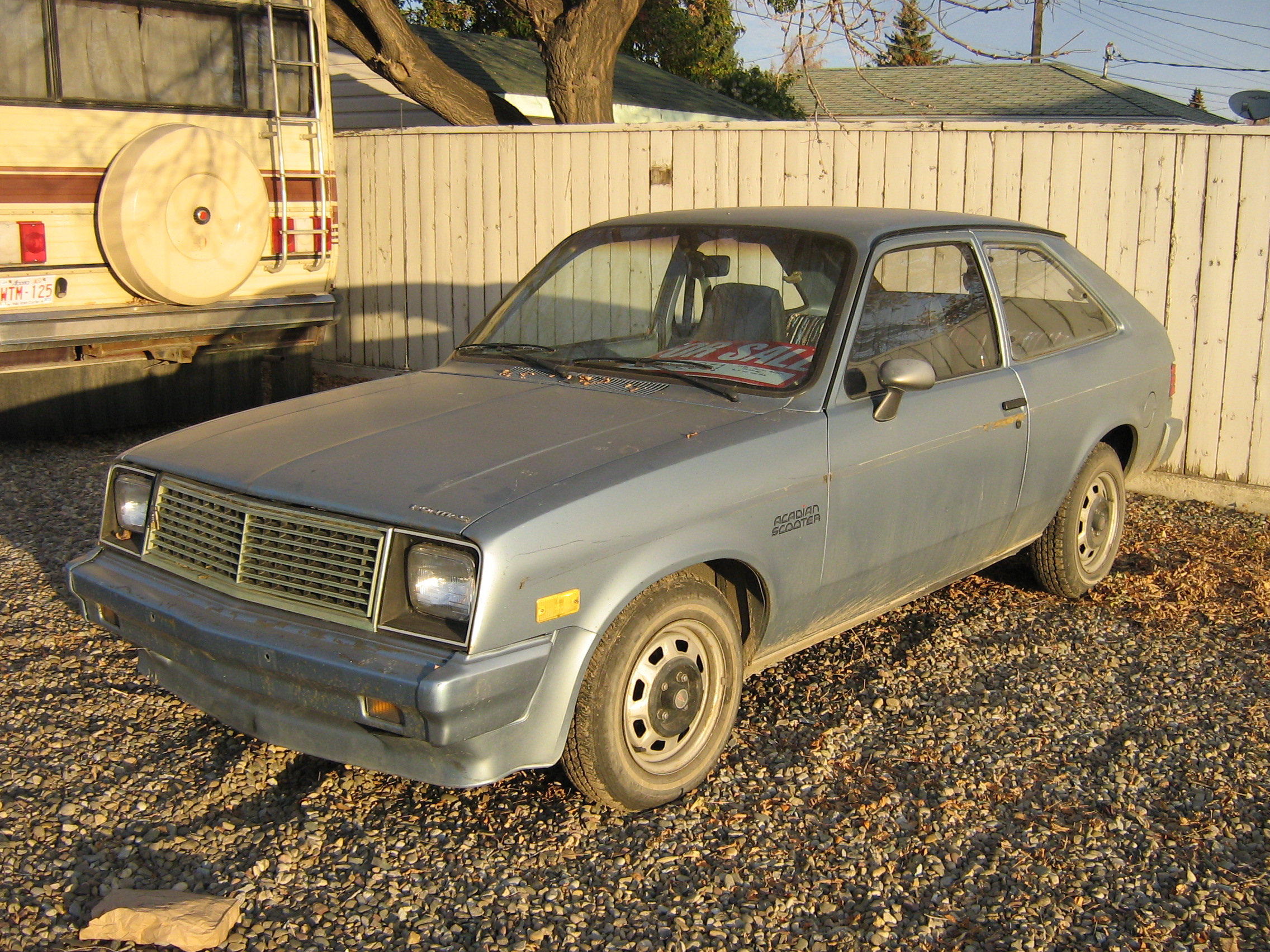
Pontiac Acadian 1986 року

З 1976 по 1987 рік Pontiac Acadian був версією Chevrolet Chevette перебрендованою для Канади і продавався канадськими дилерами Pontiac—Buick. Були змінені ришітка радіатора та значки, а також додано «понтіаківські» дизайнерські риси Pontiac T1000 для ринку США після представлення цієї моделі в 1981 році. Крім того, канадські дилери Pontiac отримали модель T1000 (так називався американський T-car) у 1981 році. У 1983 році автомобіль був просто перейменований на 1000, аж до його закінчення його продажу в 1985 році в Канаді. Отже, протягом 5 років у Pontiac Canada було дві версії T-car для продажу: Acadian і T1000 / або 1000. Канада втратила 1000 після 1985 року, але модель продавалася у США до 1987 року.

## Зовнішні посилання
- Acadian та його чилійське виробництво на Tuerca.cl
- Фан-сайт Чилійської академії